# Schweizer Meisterschaften im Biathlon 2023
Die Schweizer Meisterschaften im Biathlon 2023 fanden am 24. und 25. März 2023 im Nordischen Skizentrum Goms in Ulrichen statt. Ursprünglich sollten die Wettkämpfe in Prémanon ausgetragen werden, aufgrund von Schneemangel sprangen die Organisatoren in Ulrichen kurzfristig ein. Sowohl für Männer als auch für Frauen wurden Wettkämpfe im Sprint und im Massenstart ausgetragen. Die Titelkämpfe bildeten den Saisonabschluss des Swiss Biathlon Cups. Serafin Wiestner und Ladina Meier-Ruge bestritten wie auch die Junioren Valentin Dauphin, Marlène Sophie Perren und Alessia Nager im Rahmen der Wettbewerbe ihre letzten Profirennen als Biathlet. Die Athleten waren extremen Bedingungen ausgesetzt, so sorgte starker Schneefall und eine sehr tiefe Loipe für langsame Rundenzeiten und zahlreiche Stürze.

## Männer

### Sprint 10 km

#### Senioren
| \| Platz \| Starter \| Verein \| Zeit \| Schiessfehler \| \| ----- \| ---------------- \| --------------------------- \| ------- \| ------------- \| \| 1 \| Niklas Hartweg \| SC Einsiedeln \| 26:27,7 \| 0+0 \| \| 2 \| Jeremy Finello \| SC Obergoms \| 27:55,4 \| 1+2 \| \| 3 \| Serafin Wiestner \| SC Gardes-Frontière/SC Trin \| 28:22,3 \| 2+0 \| | Datum: 24. März 2023 |                             |         |               |
| Platz | Starter              | Verein                      | Zeit    | Schiessfehler |
| 1 | Niklas Hartweg       | SC Einsiedeln               | 26:27,7 | 0+0           |
| 2 | Jeremy Finello       | SC Obergoms                 | 27:55,4 | 1+2           |
| 3 | Serafin Wiestner     | SC Gardes-Frontière/SC Trin | 28:22,3 | 2+0           |

#### Junioren
| Platz | Starter       | Verein                     | Zeit    | Schiessfehler |
| ----- | ------------- | -------------------------- | ------- | ------------- |
| 1     | Mathis Profit | SC Goupils Alpes Vaudoises | 30:16,4 | 1+2           |
| 2     | Dominic Vogt  | SC Häusernmoos             | 30:52,7 | 0+2           |
| 3     | Felix Ullmann | SC am Bachtel              | 31:10,7 | 1+1           |

#### Jugend (2004 und jünger)
| Platz | Starter         | Verein             | Zeit    | Schiessfehler |
| ----- | --------------- | ------------------ | ------- | ------------- |
| 1     | Jonin Wyss      | Bual Lantsch/Lenz  | 23:54,9 | 1+0           |
| 2     | Matthias Riebli | SC Schwendi-Langis | 24:33,1 | 1+2           |
| 3     | Remo Burch      | SC Schwendi-Langis | 24:56,8 | 1+3           |

### Massenstart 15 km

#### Senioren
| \| Platz \| Starter \| Verein \| Zeit \| Schiessfehler \| \| ----- \| ----------------- \| ------------- \| ------- \| ------------- \| \| 1 \| Niklas Hartweg \| SC Einsiedeln \| 45:57,6 \| 1+0+0+0 \| \| 2 \| Joscha Burkhalter \| SC Zweisimmen \| 48:11,8 \| 2+0+1+0 \| \| 3 \| Jeremy Finello \| SC Obergoms \| 48:25,3 \| 1+0+2+4 \| | Datum: 25. März 2023 |               |         |               |
| Platz | Starter              | Verein        | Zeit    | Schiessfehler |
| 1 | Niklas Hartweg       | SC Einsiedeln | 45:57,6 | 1+0+0+0       |
| 2 | Joscha Burkhalter    | SC Zweisimmen | 48:11,8 | 2+0+1+0       |
| 3 | Jeremy Finello       | SC Obergoms   | 48:25,3 | 1+0+2+4       |

#### Junioren
| Platz | Starter       | Verein                     | Zeit    | Schiessfehler |
| ----- | ------------- | -------------------------- | ------- | ------------- |
| 1     | Dominic Vogt  | SC Häusernmoos             | 40:53,7 | 0+0+2+2       |
| 2     | François Mars | Nordic Engelberg           | 41:57,8 | 2+0+1+0       |
| 3     | Mathis Profit | SC Goupils Alpes Vaudoises | 41:59,3 | 2+1+3+1       |

#### Jugend (2004 und jünger)
| Platz | Starter           | Verein             | Zeit    | Schiessfehler |
| ----- | ----------------- | ------------------ | ------- | ------------- |
| 1     | Remo Burch        | SC Schwendi-Langis | 36:53,6 | 0+0+1+1       |
| 2     | Silvano Demarmels | Bual Lantsch/Lenz  | 38:01,0 | 1+0+1+1       |
| 3     | Jens Berger       | SC Schwendi-Langis | 38:42,4 | 0+1+3+0       |

#### Offener Wettbewerb
| Platz | Starter         | Verein         | Zeit      | Schiessfehler |
| ----- | --------------- | -------------- | --------- | ------------- |
| 1     | Toni Patt       | SC am Bachtel  | 56:30,3   | 0+1+2+2       |
| 2     | Thomas Arregger | SSC Toggenburg | 1:11:44,4 | 3+2+2+4       |

## Frauen

### Sprint 7,5 km

#### Seniorinnen
| \| Platz \| Starter \| Verein \| Zeit \| Schiessfehler \| \| ----- \| --------------- \| ----------------------------------------- \| ------- \| ------------- \| \| 1 \| Lena Häcki-Groß \| Nordic Engelberg \| 24:30,0 \| 1+1 \| \| 2 \| Aita Gasparin \| SC Gardes-Frontière/SC Bernina Pontresina \| 24:39,6 \| 1+1 \| \| 3 \| Selina Gasparin \| SC Gardes-Frontière/Bual Lantsch/Lenz \| 24:55,9 \| 0+1 \| | Datum: 24. März 2023 |                                           |         |               |
| Platz | Starter              | Verein                                    | Zeit    | Schiessfehler |
| 1 | Lena Häcki-Groß      | Nordic Engelberg                          | 24:30,0 | 1+1           |
| 2 | Aita Gasparin        | SC Gardes-Frontière/SC Bernina Pontresina | 24:39,6 | 1+1           |
| 3 | Selina Gasparin      | SC Gardes-Frontière/Bual Lantsch/Lenz     | 24:55,9 | 0+1           |

#### Juniorinnen
| Platz | Starter               | Verein             | Zeit    | Schiessfehler |
| ----- | --------------------- | ------------------ | ------- | ------------- |
| 1     | Marlène Sophie Perren | SC Davos           | 27:30,6 | 0+2           |
| 2     | Chiara Arnet          | Nordic Engelberg   | 29:10,5 | 1+1           |
| 3     | Lara Berwert          | SC Schwendi-Langis | 29:48,4 | 2+0           |

#### Jugend (2004 und jünger)
| Platz | Starter        | Verein             | Zeit    | Schiessfehler |
| ----- | -------------- | ------------------ | ------- | ------------- |
| 1     | Alessia Laager | Piz Ot Samedan     | 23:05,6 | 0+1           |
| 2     | Lena Baumann   | SC Einsiedeln      | 23:37,8 | 2+1           |
| 3     | Ronja Rietveld | SC Schwendi-Langis | 24:33,2 | 2+1           |

### Massenstart 12,5 km

#### Seniorinnen
| \| Platz \| Starter \| Verein \| Zeit \| Schiessfehler \| \| ----- \| ---------------- \| ----------------------------------------- \| ------- \| ------------- \| \| 1 \| Lena Häcki-Groß \| Nordic Engelberg \| 39:14,1 \| 0+0+0+2 \| \| 2 \| Aita Gasparin \| SC Gardes-Frontière/SC Bernina Pontresina \| 41:02,2 \| 0+1+2+2 \| \| 3 \| Lydia Hiernickel \| SC Gardes-Frontière/SC Riedern \| 42:43,6 \| 2+1+1+2 \| | Datum: 25. März 2023 |                                           |         |               |
| Platz | Starter              | Verein                                    | Zeit    | Schiessfehler |
| 1 | Lena Häcki-Groß      | Nordic Engelberg                          | 39:14,1 | 0+0+0+2       |
| 2 | Aita Gasparin        | SC Gardes-Frontière/SC Bernina Pontresina | 41:02,2 | 0+1+2+2       |
| 3 | Lydia Hiernickel     | SC Gardes-Frontière/SC Riedern            | 42:43,6 | 2+1+1+2       |

#### Juniorinnen
| Platz | Starter               | Verein                | Zeit    | Schiessfehler |
| ----- | --------------------- | --------------------- | ------- | ------------- |
| 1     | Marlène Sophie Perren | SC Davos              | 31:01,5 | 0+1+2+0       |
| 2     | Lara Berwert          | SC Schwendi-Langis    | 32:48,1 | 0+0+2+0       |
| 3     | Alessia Nager         | SC Gotthard-Andermatt | 32:58,6 | 2+0+1+1       |

#### Jugend (2004 und jünger)
| Platz | Starter          | Verein             | Zeit    | Schiessfehler |
| ----- | ---------------- | ------------------ | ------- | ------------- |
| 1     | Maëline Triponaz | SC Davos           | 28:44,1 | 0+0+0+0       |
| 2     | Lena Baumann     | SC Einsiedeln      | 29:51,5 | 1+0+1+2       |
| 3     | Ronja Rietveld   | SC Schwendi-Langis | 30:02,0 | 0+0+2+1       |